# Ванапрастха
Ванапрастха (санскр. वानप्रस्था — піти до лісу) за смислом означає «відмовитися від мирського життя». Це також концепція в індуїстських традиціях, що представляє собою третій з чотирьох ашрамів (етапів) людського життя, інші три: Брагмачар'я (неодружений учень, 1-й етап), Ґріхастха (одружений домогосподар, 2-й етап) і Санньяса (зречення, аскетичний, подібне до схими, 4-й етап).
Ванапрастха є частиною Відичної системи ашрамів, яка починається, коли людина передає сімейні обов'язки наступному поколінню, приймає дорадчу роль і поступово виходить із світу (відходить від мирських справ). Цей етап типово йде за Гріхастхою (домогосподарем), але чоловік або жінка можуть вирішити пропустити стадію домогосподаря та вступити до Ванапрастхи безпосередньо після етапу Брахмачарьї (учня) як підготовка до етапу Саннйаси (аскетичного) і духовних занять.
Стадія Ванапрастха розглядається як фаза переходу від життя домогосподаря з більшим акцентом на артхі і камі (багатство, безпека, задоволення та статеве життя) до життя з більшим акцентом на мокші (духовне звільнення).